# (37984) 1998 HA138
1998 HA138 (asteroide 37984) é um asteroide da cintura principal. Possui uma excentricidade de 0.14950040 e uma inclinação de 9.38371º.
Este asteroide foi descoberto no dia 20 de abril de 1998 por LINEAR em Socorro.